# Taylor Bruns
Taylor Jeanne Bruns (* 17. Juli 1991 in Normal, Illinois) ist eine US-amerikanische Volleyballspielerin.

## Karriere
Bruns studierte von 2009 bis 2012 an der University of South Carolina und spielte in der Universitätsmannschaft. Nach ihrem Studium ging sie 2013 zum finnischen Verein LiigaPloki. In der Saison 2014/15 spielte die Zuspielerin in Belgien bei VC Oxyjeunes Farciennes. Anschließend wechselte sie wieder in die finnische Liga zu LP Vampula. In der Saison 2017/18 erreichte sie mit Hylte/Halmstad VBK das schwedische Pokalfinale und wurde Vizemeisterin. Danach wurde sie vom deutschen Bundesligisten VfB 91 Suhl verpflichtet. Mit Suhl erreichte sie in der Saison 2018/19 das Viertelfinale im DVV-Pokal und den neunten Platz in der Bundesliga.